# MG TF (1953)
MG TF – samochód osobowy produkowany przez przedsiębiorstwo MG w latach 1953-1955.
Karoseria tego modelu skonstruowana została w oparciu o metalowe poszycie na jesionowej ramie nadwozia, podwozie zaś stanowiła stalowa rama. Zawieszenie MG TF oparte było na wzdłużnych resorach piórowych.